# Архетипическая психология
Архетипическая психология — школа психологии, созданная Джеймсом Хиллманом.

Ближе всего эта система стоит к аналитической психологии Карла Густава Юнга и, как известно, Хиллман длительное время обучался юнгианскому анализу. Отличие архетипической психологии от юнговской школы в некоторых теоретических тонкостях, связанных с теорией самости. Если, по мнению Юнга, существует некая универсальная модель индивидуации (естественно, с огромным количеством вариантов), целью которой всегда является приближение к центру психики — Самости, то Хиллман не принимал такой подход, считая его «монотеистичным». «Психологическому монотеизму» Хиллман противопоставляет «психологический политеизм», где в роли множества богов выступают образы рождаемые бессознательным.
Архитепическая психология при рождении была «психотерапией идей», а не только личностей, в отличие от психоанализа и аналитической психологии, фокус которых нацелен в основном на отдельную личность и на клинические аспекты анализа. Дж. Хиллман концентрирует своё внимание на вопросах экологии и дизайна городской жизни, общественного образования и гражданского сознания.
Хиллман занимает крайнюю позицию, отрицая вообще какую-либо цель этих образов, будь то «выздоровление» в классической психотерапии или «приближение к Самости» у Юнга. Для Хиллмана образы, порождаемые фантазией, имеют ценность в себе самом и нет смысла видеть в них цель, направление или даже пытаться проанализировать их. Единственная задача активного воображения — это дать образам как можно большую автономию и свободу от контроля Эго.